# 青山らら
青山 らら（あおやま らら、2010年11月3日 - ）は、日本の元子役・声優である。神奈川県出身。所属事務所はジュネス。特技はダンス、口笛。

## 出演

### CM
- シャープ プラズマクラスター 「冬もカビ菌」篇、「空中にカビ菌」篇[3]（2014年）
- 九州電力 「冬の日ある朝」篇、「冬の日ある夜」篇、「冬の日ある一日」篇[4]（2014年）
- 千趣会 「ベルメゾンデイズ　タオルの木」篇、「ベルメゾンデイズ誕生」篇[5]（2016年）
- イオン 新入学2017[2]（2016年）
- グリコ プッチンプリン Web CM「親子でプッチンつながるHAPPY!」、特設Webサイト「第2回プッチン®国民投票!」（2017年）
- COCO塾ジュニア（2018年）

### 映画
- ファインディング・ドリー（2016年）ベビー・ドリー 吹き替え[6][7]

### テレビ
- ペッパピッグ@きんてれ（2017年、テレビ東京）ペッパピッグ 役
- ZIP!　ショウビズラビット　青山らら特集(2016年、日本テレビ)

### 雑誌
- 講談社「おともだちピンク」2018年5月号
- 講談社「たの幼ひめぐみ」2018年4月号
- 集英社「BAILA」2016年1月号
- 集英社「UOMO」2016年1月号 - コドモウオモ特集
- 学研プラス「デジキャパ！」2015年12月号～2016年3月号 - オリンパス連載企画
- 集英社「BAILA」2015年9月号
- 講談社「たのしい幼稚園　ひめぐみ」Vol.30・Vol.31
- ベネッセコーポレーション「サンキュ！」2015年1月号・3月号 - プラズマクラスタータイアップ

### カタログ
- 千趣会 ベルメゾン「ウィンターセレクション」2016冬
- イオン　かるすぽランドセル2017カタログ
- オリンパス OM‐D E‐M10MarkIIカタログ
- PATRICK Spring&Summer2015カタログ
- ベルーナ「RyuRyu」キッズ2014年冬号・2015年春号
- TIDEWEY 2014A/Ｗカタログ
- TOMA・TOMA 2014秋冬号
- スタジオアリス「Aniversa」
- 日生協「14住まいの快適物語春号」「すくすく応援団&Baby」
- 千趣会「ベビー」通販カタログ